# موجة الحر الباكستانية 2015
موجة الحر الباكستانية 2015 هي موجة حر شديدة تضرب باكستان في يونيو 2015، أدت لمقتل أكثر من 1300 شخص حتى تاريخ 27 يونيو 2015، أثرت لدرجة قصوى على مناطق السند وبلوشستان وجنوب البنجاب. في 23 يونيو 2015، قدر عدد القتلى ضحايا موجة الحر ب770 شخصاً، أو أكثر، معظمهم من كراتشي.
وتزامنت موجة الحر هذه مع بداية شهر الصيام رمضان، حيث تسببت موجة الحر بانقطاع التيار الكهربائي خلال اليوم الأول منه. وكانت درجات الحرارة المسجلة لهذا العام هي الأعلى، منذ 1979.

## أسباب
صرح أسيف شوجا، مدير المركز الباكستاني لحماية البيئة:

## المناطق الأكثر تضرراً

### كراتشي
في كراتشي وحدها، توفي 748 شخص. ويرجع ذلك إلى جفاف أجسادهم، والحرارة القاتلة.  غير بعيد، نقل جثمان 119 شخص إلى مستشفى عباسي شهيد، 279 جثة إلى الJBMC، و 98 إلى المستشفى المدني، وآخرون نقلوا إلى المستشفيات الخاصة. أصابت موجة الحر أيضاً ثلاث حيوانات من حديقة الحيوانات المحلية.

### ثاتا
توفي 5 أشخاص في ثاتا بالمنطقة الذاخلية لإقليم السند. 

### ثارباركر
توفي رجل وثلاث أطفال بمنطقة ثارباركر الصحراوية، علماً أن التيار الكهربائي انقطع عن هذه المنطقة منذ يوم 19 يونيو. 

## درجات الحرارة المسجلة
| التاريخ       | المكان       | درجة الحرارة |
| ------------- | ------------ | ------------ |
| 20 يونيو 2015 | كراتشي       | 45 °C        |
| يونيو 2015    | لاركانا      | 49 °C        |
| 20 يونيو 2015 | توربات       | 49 °C        |
| 20 يونيو 2015 | سيبي         | 49 °C        |
| 20 يونيو 2015 | رحيم يار خان | 43 °C        |
| 20 يونيو 2015 | دادو         | 44 °C        |
| 20 يونيو 2015 | مولتان       | 40 °C        |
| 20 يونيو 2015 | نوابشاه      | 41 °C        |
| 20 يونيو 2015 | حيدر آباد    | 42 °C        |

## الضحايا
| المدينة          | الإقليم | الضحايا |
| ---------------- | ------- | ------- |
| كراتشي           | السند   | 140 1   |
| حيدر آباد        | السند   | 34      |
| بدين             | السند   | 5       |
| ثاتا             | السند   | 5       |
| مقاطعة ثارباركار | السند   | 4       |
| نوشاهرو فيروز    | السند   | 3       |
| المجموع          | 300 1   | 300 1   |